# Benedizione di Isacco a Giacobbe
La Benedizione di Isacco a Giacobbe è un affresco (300x300 cm) attribuito al Maestro di Isacco (forse il giovane Giotto?), databile al 1291-1295 circa e situato nella fascia superiore della parete destra della Basilica superiore di Assisi.

## Storia
Le due storie, che danno il nome al cosiddetto Maestro di Isacco (Benedizione di Isacco a Giacobbe ed Esaù respinto da Isacco), sono state oggetto di un intenso dibattito tra gli studiosi, nel tentativo di dare un nome all'artista innovativo che, distaccandosi dai modi di Cimabue, andava sviluppando una maggiore volumetria dei soggetti e tridimensionalità della rappresentazione.
Alcuni, confrontando le scene con quelle vicine di Jacopo Torriti e con i mosaici di Santa Maria in Trastevere di Pietro Cavallini, hanno ipotizzato che potesse trattarsi di un maestro romano, altri, in maggioranza, hanno pensato a un toscano, magari il giovane Giotto (da Thode in poi, 1885). I dubbi sulla paternità giottesca delle sottostanti Storie di san Francesco hanno complicato anche l'identificazione del Maestro di Isacco, arrivando ad ipotizzare che sotto tale figura si celi un maestro leggermente più anziano di Giotto (Federico Zeri e Bruno Zanardi, 2002), a capo di una bottega ampia, responsabile di diverse scene del registro superiore della basilica, tra cui anche la volta dei Dottori della Chiesa. Ipotesi più isolate hanno tirato in ballo anche Arnolfo di Cambio, nell'inedita veste di pittore.

## Descrizione e stile
La scena, nella terza campata, è ambientata in un edificio senza la parete frontale (una "scatola"), in modo da vedere cosa succede all'interno. L'architettura è definita con una prospettiva intuitiva e un'attenta cura dei dettagli (la lunetta traforata, le colonnine, i fregi cosmateschi, il timpano, le finestrelle intervallate da concavità circolari), sebbene sia ancora sproporzionata rispetto alle dimensioni dei personaggi che la abitano. Se ne vede lo spessore interno ed esterno grazie alle pareti laterali in scorcio, e nonostante le incongruenze appare comunque evidente la volontà di rappresentare uno spazio convincente e realistico, soprattutto nella descrizione della stanza e dei suoi occupanti, segnando decisamente un punto di partenza per le future esplorazioni in senso tridimensionale di Giotto.
All'interno è rappresentata la camera da letto di Isacco, dove l'anziano patriarca, ormai cieco, riceve alla presenza di Rebecca una ciotola di cibo dal figlio minore Giacobbe (Genesi, 27). Quest'ultimo si è travestito per assomigliare al fratello Esaù, indossando i suoi abiti e una pelle di capretto al collo e alle mani per simularne la villosità: infatti Isacco cade nell'inganno (architettato da Rebecca) e gli impartisce la sua benedizione, rifiutando più tardi (nell'affresco successivo) il vero Esaù.
Il letto del patriarca, appoggiato su piedi a forma di balaustrini e affiancato da una sorta di parapetto, crea un secondo palcoscenico (rappresentato in una sorta di assonometria), ed è isolato da ampi drappi di tende rosse con decorazioni dorate, sostenute da due sottili stanghe appese in alto. Il diverso disporsi dei drappi appesi sottolinea due piani distinti in profondità. I personaggi hanno fisionomie classicheggianti, di ispirazione romana, con atteggiamenti assorti e un chiaroscuro incisivo, e indossano abiti dai panneggi taglienti. La figura di Isacco è particolarmente monumentale.
La luce cade omogeneamente da sinistra e lascia in ombra le zone che effettivamente non potrebbe raggiungere nella realtà.